# УК Сампдория
УК „Сампдория“ (на италиански: Unione Calcio Sampdoria – „Унионе Калчо Сампдория“) или Футболен съюз „Сампдория“ е футболен отбор от Генуа.
Основан на 12 август 1946 година след сливането на „Андреа Дория“ (създаден през 1895 г.) и „Сампиердаренезе“ (създаден през 1891 г.). Играе на стадион „Луиджи Ферарис“ (40 117 места). Екипът на отбора е синьо-бели фланелки с червено-черна ивица. Прякорите на отбора са „Самп“ и „Дория“.
„Сампдория“ е шампион на Италия през 1991 г., четири пъти носител на Копа Италия и един път носител на Купата на носителите на купи.

## История
На 12 август 1946 година генуезките „Андреа Дория“ (основан през 1895 година) и „Сампиердаренезе“ (1891) се обединяват и поставят началото на един от най-успешните клубове в Италия в края на 20 век. От цветовете на екипите на двата отбора произлизат и тези на настоящия – синьо-белите на „Андреа Дория“ пресечени с две ивици – червена и черна, на „Сампиердаренезе“.
Успехите на „моряците“ са свързани с името на мултимилионера Паоло Мантовани, който за кратко време превръща отбора от посредствен италиански тим в европейски гранд, с когото всички се съобразяват. В края на 80-те „Сампдория“ два пъти поред стига до финал за КНК, като губи от ФК „Барселона“ първия път и печели трофея през 1990 г. след победа над белгийския „Андерлехт“ с 2:0 (голове на Джанлука Виали в продълженията на срещата). Година по-късно „близнаците“ Роберто Манчини и Джанлука Виали не спират да бележат и „Сампдория“ печели скудетото за пръв път в своята история. Участието на отбора в Шампионската лига се помни и до днес с митичния финал на „Уембли“ през 1992 г., където „моряците“ отстъпват на ФК „Барселона“ след гол на Роналд Куман от свободен удар в 112-а минута.
Когато по всичко личи, че на отбора предстои успешно и бляскаво бъдеще, от сърдечен удар умира президентът на отбора Паоло Мантовани. На 14 октомври 1993 година над 40 000 фенове на „Самп“ изпращат генуезкия магнат към последния му път. „Сампдория“ печели купата на страната през 1994 година и достига полуфинал в турнира за КНК през следващия сезон, но отборът вече не е онзи гранд от началото на 90-те години и малко след напускането на Манчини и Виали отпада в Серия Б, където престоява в продължение на цели четири години.

## Успехи
- Серия А 
  -  Шампион (1): 1990/91
  -  Бронзов медал (1): 1993/94
- Купа на Италия:
  -  Носител (4): 1984/85, 1987/88, 1988/89, 1993/94
  -  Финалист (3): 1985/86, 1990/91, 2008/09
- Суперкупа на Италия
  -  Носител (1): 1991
  -  Финалист (3): 1988, 1989, 1994
- Серия Б[1]
  -  Шампион (1): 1966/67

### Европейски турнири
- Шампионска лига (КЕШ):
  -  Финалист (1): 1992
- КНК
  -  Носител (1): 1989/90
  -  Финалист (1): 1988/89
- Суперкупа на Европа:
  -  Финалист (1): 1990
- Интертото:
  -  Носител (1): 2007
- Амстердамски турнир:
  -  Носител (1): 1988
- Трофей Коломбино
  -  Финалист (1): 1993
- Трофей Рамон Де Каранца
  -  Вицешампион (1): 2014
  -  Бронзов медалист (1): 1998
- Трофей Сиудад де Барселона
  -  Финалист (1): 2010
- Трофей Коста Дел Сол
  -  Финалист (1): 2016
- Купа Жоан Гампер
  -  Носител (1): 2012
  -  Финалист (2): 1997; 2016

## Факти
- най-много мачове за отбора: Роберто Манчини – 424 мача
- най-много голове за отбора: Роберто Манчини – 132 гола
- най-много участия на футболист на отбора в националния тим: Джанлука Виали – 56 мача
- най-голяма победа в Серия А: Сампдория – Про Патрия 7:0 (1 януари 1956)
- рекорден трансфер на привлечен футболист: Ариел Ортега (от Валенсия) – 11,36 млн. евро
- рекорден трансфер на продаден футболист: Винченцо Монтела (на Рома) – 21,30 млн. евро
- играч на XX век: Роберто Манчини

## Емблема
Характерна за емблемата на клуба е стилизираният профил на типичния генуезки рибар, с брада, характерната шапка и лула – „бачича“ на генуезки диалект е умалителното име на Йоан Кръстител) и е използвана за пръв път на мача Монца – Сампдория през 1980 година.

## Състав
Последна актуализация: 24 август 2018

## Известни играчи
- Вуядин Бошков
- Ленарт Скоглунд
- Луис Суарес
- Тониньо Серезо
- Лиъм Брейди
- Тревър Франсис
- Ханс-Петер Бригел
- Юрген Клинсман
- Греъм Сунес
- Сречко Катанец
- Алексей Михайличенко
- Синиша Михайлович
- Владимир Югович
- Ален Богосян
- Кристиан Карембьо
- Рууд Гулит
- Дейвид Плат
- Дез Уокър
- Лий Шарп
- Ариел Ортега
- Хуан Себастиан Верон
- Кларънс Сеедорф
- Адзелио Вичини
- Марчело Липи
- Пиетро Виерховод
- Фабио Куалярела
- Джампаоло Пацини
- Роберто Манчини
- Джанлука Виали
- Атилио Ломбардо
- Джанлука Палиука
- Валтер Дзенга
- Енрико Киеза
- Винченцо Монтела
- Антонио Касано
- Джузепе Синьори
- Морено Манини
- Марко Лана
- Джузепе Досена
- Фаусто Пари
- Джовани Инверници
- Ивано Бонети
- Марко Бранка
- Лука Пелегрини

## Значими бивши треньори
- Хеленио Херера
- Вуядин Бошков
- Сесар Луис Меноти
- Свен-Йоран Ериксон
- Лучано Спалети
- Дейвид Плат